# Tatort: Sterne für den Orient
Sterne für den Orient ist eine Folge der ARD-Krimireihe Tatort und wurde vom Sender Freies Berlin produziert. In seinem ersten Fall muss Kommissar Behnke einen Todesfall im Zusammenhang mit einer Autodiebstahlserie aufklären. Bei ihrer Erstausstrahlung am 5. November 1978 in der ARD erreichte die Folge einen Marktanteil von 50 %. Der Film wurde im Juni und Juli 1978 in West-Berlin gedreht. Das Szenenbild erstellte Gerd Staub.

## Handlung
Der Gangster Zankl und ein Komplize haben für ihren Boss Covacs in West-Berlin eine teure Mercedes-Limousine gestohlen und übergeben den Wagen mit gefälschtem Kennzeichen und Wagenpapieren dem von Zankl engagierten Peter Schäfer, der den Wagen in den Nahen Osten an einen Käufer ausliefert. Kommissar Schumacher vom Diebstahldezernat hat derzeit mit einer ganzen Serie von Diebstählen von Luxuswagen zu tun und weiß, dass diese in den Vorderen Orient verkauft werden. Covacs instruiert Zankl unterdessen, noch mehr Luxusautos zu stehlen, woraufhin Zankl sich in einem Parkhaus auf die Lauer legt. Schon bald wird er fündig, bricht mit einem Komplizen den Wagen auf und tauscht vor Ort die Schlösser aus. Als Zankl seinen Kurier Peter Schäfer für dessen Tour bezahlt, konfrontiert dieser ihn damit, dass er glaube, der von ihm ausgelieferte Wagen sei gestohlen gewesen. Zankl weiht daraufhin Schäfer ein; der Jurastudent möchte aber nicht länger bei der Sache dabei sein. Am nächsten Tag allerdings hat es sich Schäfer anders überlegt und geht nach einem weiteren Anruf von Zankl auf dessen Angebot auf eine Mitarbeit ein. Gemeinsam stehlen die beiden das Auto, dessen Schloss zuvor von Zankl manipuliert wurde. Da der Eigentümer des Wagens seine Aktentasche im Wagen vergessen hat, kehrt er noch einmal zurück und bemerkt die Diebe, wie sie mit seinem Auto davonfahren. Auf Geheiß von Zankl hin fährt Schäfer den Mann über den Haufen, dieser wird tödlich verletzt. Schäfer ist schockiert von dem Vorfall, vollendet aber den Diebstahl des Wagens mit Zankl.
Behnke und sein Team erscheinen am Tatort, ein Zeuge kann aber lediglich aussagen, dass es sich bei dem Wagen um einen Mercedes handelte. Schäfer hadert unterdessen damit, dass er sich auf den Diebstahl eingelassen hat. Er macht Zankl Vorwürfe, dass dieser mit seinem Fuß aufs Gaspedal getreten hatte, um den Mann zu überfahren. Behnke und sein Assistent Hassert suchen das Haus des Toten auf, der Wagen des Mannes ist verschwunden. Nach der Beschreibung der Nachbarin scheint der Wagen des Toten auch der zu sein, mit dem dieser totgefahren wurde. Hassert vermutet, dass der Tote, Dr. Weichert, irgendetwas in seiner Tasche gehabt haben müsste, was einen Mord wert gewesen ist, Behnke hingegen tippt, dass Dr. Weichert lediglich den Dieb seines Wagens auf frischer Tat ertappt haben müsste. Er sucht den Kollegen Schumacher auf, der glaubt, dass der Tote ihm behilflich sein könnte, Staub in der Autodiebesszene aufzuwirbeln, um die Diebstahlserie endlich aufklären zu können. Behnke lässt daraufhin den Grenzübergang nach Westdeutschland, Dreilinden, für alle Autos von Dr. Weicherts Modell sperren, eine Fahndung innerhalb Berlins ausgeben und die Werkstätten überwachen, die Autos dieses Typs reparieren. Zankl kalkuliert genau das ein und unterbindet den Versuch seines Mitarbeiters, ein Ersatzteil für den Mercedes zu besorgen. Schumacher, der aufgrund der geringen Priorität seines Dezernats lange keine Ermittlungserfolge vorweisen konnte, profitiert von Behnkes Ermittlungen, indem er mehrere Autodiebe festnehmen kann, die im Auftrag Covacs’ unterwegs sind. Dieser wird daraufhin nervös und berät sich mit Zankl. Er fürchtet um sein Geschäft und will deshalb Schäfer der Polizei ans Messer liefern, damit diese den Mord für geklärt halten und er in Ruhe seine Geschäfte fortführen kann. Zankl sichert ihm zu, Schäfer an die Polizei zu übergeben. Covacs gibt Zankl Geld, damit dieser einen entsprechenden Mann anheuern kann, der Schäfer an die Polizei ausliefern kann.
Während Zankl daran arbeitet, Schäfer auszuliefern, erfährt Behnke von einem neuen Zeugen, dass zwei Männer im gestohlenen Wagen von Dr. Weichert saßen. Behnke kombiniert gemeinsam mit Hassert, dass die beiden Männer oder einer der beiden als Täter präsentiert werden wird, um die Autodiebesszene wieder zum Laufen zu bringen, indem man die Polizeiermittlungen durch die scheinbare Lösung des Falls beendet. Behnke glaubt, dass dafür sogar einer der Täter getötet werden könnte, um ihn der Polizei als den Schuldigen präsentieren zu können. Zankl bietet unterdessen Schäfer ein erneutes Geschäft an. Schäfer soll einen weiteren Wagen aus West-Berlin herausbringen. Zankl bekommt aber Gewissensbisse, Schäfer ans Messer zu liefern. Covacs redet ihm das allerdings aus und empfiehlt ihm, den Tod Schäfers als Verkehrsunfall zu tarnen. Zankl spricht sich mit Lkw-Fahrer Jablonski ab, dass dieser einen Unfall mit Schäfers Wagen verursachen soll, sodass dieser ums Leben kommt. Aus Angst erscheint Jablonski jedoch betrunken am Treffpunkt, so dass Zankl den Lkw selbst fahren muss. Behnke sucht unterdessen Schäfers Freundin auf und befragt diese nach Schäfer, weil die Polizei herausgefunden hat, dass dieser öfter Autos über den Ostblock in den Nahen Osten liefert. Er erfährt von ihr, dass Schäfer wieder einen Wagen über den Grenzübergang Dreilinden aus West-Berlin herausbringen soll, und lässt eine Fahndung einleiten. Unterdessen trifft sich Schäfer mit Zankl, um den gestohlenen Wagen entgegenzunehmen. Statt den Unfall mit dem Lkw zu inszenieren, versucht Zankl, Schäfer mit einer Eisenstange zu töten, doch Schäfer bemerkt dies rechtzeitig. Es entsteht ein Kampf zwischen den beiden Männern, in dessen Verlauf Schäfer Zankl in Notwehr umbringt.
Behnke und Hassert erfahren währenddessen durch die Taxi-Zentrale, wohin Schäfer gefahren wurde, und begeben sich zum Treffpunkt von Schäfer und Zankl. Schäfer setzt unterdessen den toten Zankl in das auszuliefernde Auto und versucht seinerseits einen Verkehrsunfall zu fingieren, um die Tötung Zankls durch ihn zu verdecken, aber im letzten Moment können ihn Behnke und Hassert festnehmen. Schäfer gesteht, den Wagen mit Zankl gestohlen und diesen in Notwehr getötet zu haben. Covacs können die Beamten keine Mittäterschaft nachweisen, doch sind Behnke und Hassert froh, Schäfer davor bewahrt zu haben, die Rolle Zankls zu übernehmen. Kurz vor Beginn des Abspanns werden zwei Männer gezeigt, die in einen Mercedes einsteigen. Einer der beiden war schon zu Beginn im Auto von Zankl zu sehen, wie er Autopapiere fälscht. Das kriminelle Geschäft läuft also weiter.